# Michelin Polska
Michelin Polska, dawniej OZOS (pełna nazwa: Olsztyńskie Zakłady Opon Samochodowych) – polski producent opon do samochodów osobowych, dostawczych, ciężarowych, traktorów i maszyn rolniczych. Produkująca opony marek Michelin, Kleber, BFGoodrich, Kormoran i Taurus.

## Historia
Minister przemysłu chemicznego Antoni Radliński, rozporządzeniem z 16 grudnia 1961 roku, powołał Olsztyńskie Zakłady Opon Samochodowych w Budowie. Pierwszym dyrektorem fabryki został przybyły z Zakładów Przemysłu Gumowego Stomil w Poznaniu magister inżynier Władysław Leonhard, a jego zastępcą magister inżynier Bronisław Kwiatkowski. 16 sierpnia 1967 roku z taśm produkcyjnych zeszła pierwsza opona z symbolem kormorana. 28 października 1967 roku uroczystego otwarcia fabryki dokonał Władysław Gomułka, ówczesny I Sekretarz KC PZPR. W 1968 roku fabryka przejęła patronat nad klubem sportowym OKS „Społem”. W kwietniu 1969 roku została wyprodukowana milionowa opona.
W grudniu 1971 roku ruszył Zakład Produkcji Kordów. W tym samym roku zostaje zakupiona licencja od firmy Uniroyal na produkcję ciężarowych opon radialnych. W 1973 roku nastąpił rozruch technologiczny OZOS II – Zakładu Opon Radialnych. W 1980 dyrektorem fabryki został magister inżynier Andrzej Oziębło.
W 1992 roku w wyniku przekształcenia przedsiębiorstwa państwowego OZOS „Stomil” powstała spółka Stomil-Olsztyn. W 1994 roku zostaje zaprezentowana nowa marka opon Kormoran.
W 1995 roku ówczesny dyrektor zarządzający Grupy Michelin François Michelin oraz Minister Przekształceń Własnościowych Wiesław Kaczmarek podpisali umowę prywatyzacyjną, na mocy której Michelin stał się większościowym akcjonariuszem Stomilu Olsztyn. W 2001 r. roku fabryka rozpoczęła produkcję opon osobowych i ciężarowych pod marką Michelin.
Od 1995 do 28 maja 2004 spółka była notowana na Giełdzie Papierów Wartościowych w Warszawie. W 2005 roku nastąpiła zmiana nazwy na Michelin Polska. W 2017 roku olsztyńska fabryka była jednym z największych zakładów Grupy Michelin na świecie i największą fabryką opon w Polsce. Zatrudniała około 4,5 tysiąca osób.
W 2023 r. spółkę wyróżniono odznaką honorową za Zasługi dla Rozwoju Gospodarki Rzeczypospolitej Polskiej.

## Wygaszanie działalności
W 2024 Michelin Polska ogłosiło decyzję o zamknięciu fabryki produkującej opony ciężarowe w Olsztynie, a produkcja została przeniesiona do Rumunii. Powodem tej decyzji są wysokie koszty produkcji. Pomimo zamknięcia segmentu opon ciężarowych, zapowiedziano, że fabryka Michelin w Olsztynie nie zostanie całkowicie zamknięta. Rzecznik prasowy Michelin Polska, poinformował, że wszyscy pracownicy likwidowanego zakładu opon ciężarowych otrzymają propozycję pracy w innych działach koncernu w Olsztynie.
W Olsztynie zapowiedziano pozostawienie kilku kluczowych działów produkcyjnych i operacyjnych francuskiego koncernu, takich jak Zakład Opon Osobowych i Dostawczych, Zakład Opon Rolniczych, Zakład Półproduktów, Zakład Form, Zakład Kordów oraz Grupa Serwisów.